# Lerga
Lerga település Spanyolországban, Navarra autonóm közösségben. Lerga Ujué, San Martín de Unx, Leoz és Eslava községekkel határos. Lakosainak száma 43 fő (2024).

## Népesség
A település népessége az elmúlt években az alábbi módon változott:
| Lakosok száma | 93   | 78   | 71   | 84   | 75   | 65   | 73   | 55   | 46   | 43   |
|               | 2001 | 2004 | 2006 | 2009 | 2011 | 2014 | 2016 | 2019 | 2021 | 2024 |